# Tasso di sostituzione
Il tasso di sostituzione è il rapporto percentuale, calcolato al netto o al lordo della tassazione, fra la prima annualità completa della pensione e l'ultimo reddito annuo completo immediatamente precedente il pensionamento e serve per valutare l'entità del rimpiazzo determinata dalla applicazione di uno schema pensionistico per la determinazione della pensione in rapporto al precedente reddito da lavoro ovvero l'adeguatezza della prestazione pensionistica.
A parità di carriera lavorativa indica, per diversi metodi di calcolo, l'entità del rimpiazzo garantito dello schema pensionistico con formula delle rendite predefinita adottato.
Si distingue in:
1. Il tasso di sostituzione lordo è calcolato considerando la pensione e il reddito (retribuzione) al lordo della tassazione.[1]
2. Il tasso di sostituzione netto è un indicatore che misura il reddito disponibile effettivo del lavoratore pensionato rispetto a quello precedente il pensionamento e si ottiene considerando la pensione al netto della tassazione e il reddito al netto della tassazione generale comprensiva del carico fiscale dovuto ai contributi obbligatori per le assicurazioni obbligatorie.

Una applicazione errata del tasso di sostituzione è quella di paragonare diverse carriere lavorative con lo stesso schema pensionistico. In tal caso tale indice perde di significato pratico in quanto la valutazione del tasso di rimpiazzo in base all'ultimo reddito da lavoro non ha senso se gli ultimi redditi da lavoro non sono gli stessi.

## Applicazione
Il tasso di sostituzione netto è un indicatore del reddito disponibile fornito dalla pensione al momento del passaggio dall'attività lavorativa a quella di riposo. Serve per valutare l'adeguatezza della prestazione pensionistica.
Esso indica la percentuale del reddito derivante dalla pensione rispetto al reddito che si aveva immediatamente prima, ed è valutato, per la pensione al netto della tassazione, per il reddito al netto di tutte le imposte tra cui i contributi.

### Il tasso di sostituzione nel metodo di calcolo retributivo
Nel metodo di calcolo retributivo il tasso di sostituzione era legato esclusivamente al reddito ed al numero di anni di anzianità contributiva e dava l'idea del rapporto tra il reddito da sostituzione rappresentato dalla pensione erogata dalla pubblica amministrazione al termine dell'attività lavorativa ed il reddito immediatamente precedente il pensionamento, permettendo di comprendere il livello di tenore di vita che veniva garantito.
Non c'era un legame economico tra la pensione calcolata con il metodo di calcolo retributivo ed i contributi obbligatori per le assicurazioni obbligatorie versati dal singolo lavoratore o dall'impresa e assegnati alla sua posizione nel casellario centrale delle posizioni previdenziali attive.
Lo svincolo tra la contribuzione ed i costi per l'erogazione del servizio pubblico pensione determinava la necessità di integrare le aliquote contributive pensionistiche di finanziamento con altri trasferimenti di imposte dalla fiscalità generale e quindi con il trasferimento nel bilancio dello Stato spesso in deficit delle spese correnti per le pensioni.
Il maggiore costo per ogni pensionato a carico dello Stato è dato dalla differenza tra la riserva matematica calcolata al momento del pensionamento, necessaria per coprire tutte le annualità di pensione calcolate secondo le prospettive di speranza di vita e il montante contributivo individuale maturato nel medesimo momento. 
Quindi con il metodo di calcolo retributivo, i costi del sistema pensionistico senza patrimonio di previdenza dovuti al il rischio economico e demografico, viene scaricato sullo Stato ossia sulla collettività.

### Il tasso di sostituzione nel metodo di calcolo contributivo a capitalizzazione simulata
Il tasso di sostituzione nel metodo di calcolo contributivo a capitalizzazione simulata è legato a questi parametri:
- i contributi obbligatori per le assicurazioni obbligatorie;
- l'epoca del versamento degli stessi;
- la variazione del PIL durante il periodo lavorativo;
- la speranza di vita al raggiungimento del requisito di età per il pensionamento di vecchiaia.

Con questo sistema il rischio economico, politico e demografico sono a carico del lavoratore.
Una crescita negativa del PIL determina un tasso annuo di capitalizzazione per la rivalutazione del montante contributivo individuale negativo e quindi la restituzione di una riserva matematica legata al montante contributivo individuale inferiore ai contributi obbligatori per le assicurazioni obbligatorie versati.

### I tassi di sostituzione in Italia
Attualmente in Italia è ampiamente implementato il modello previdenziale corporativo fascista che prevede numerose gestioni previdenziali con le più svariate tipologie di prestazioni pensionistiche.
Tra le categorie di lavoratori che usufruiscono dei vantaggi di tale sistema, che scarica gli oneri sul livello di pressione fiscale legale, abbiamo certamente gli iscritti all'INPGI con un tasso di sostituzione che per 40 anni di contribuzione, arriva al 104% dei redditi dell'ultimo anno.

### News
- The mystery of the missing Social Security data, in Los Angeles Times. URL consultato il 14 agosto 2014.
- La pensione è più alta se la carriera inizia prima, in Il Sole 24 Ore. URL consultato il 17 luglio 2014.

### Web
- CAPITOLO 6 - Tassi di sostituzione del sistema pensionistico pubblico e complementare (PDF), su rgs.mef.gov.it. URL consultato il 14 giugno 2014 (archiviato dall'url originale il 14 luglio 2014).